# Camptoprosopella slossonae
Camptoprosopella slossonae is een vliegensoort uit de familie van de Lauxaniidae. De wetenschappelijke naam van de soort is voor het eerst geldig gepubliceerd in 1939 door Shewell.